# Gesta
Gesta označava u smislu komunikacije pokrete rukama i glavom ili drugih dijelova tijela kojim se popraćuje govor, izražava neki misao, ili osjećaj. Pokreti geste uključuju neverbalnu komunikaciju, od kojih se brojne rabe svakodnevno. 
Može podržati ili zamijeniti usmenu komunikaciju.
Geste mogu dati sugovornicima uvid u mentalne procese, ili način ljudskog razmišljanja, jer mogu odražavati više nego što je moguće izravnim govorom.
Neverbalna komunikacija može izraziti i afektivno izražavanje osjećaja. 

## Vanjske poveznice
- Kako su nastale neke od najčešćih ljudskih gesti